# Biblioteca Real da Dinamarca

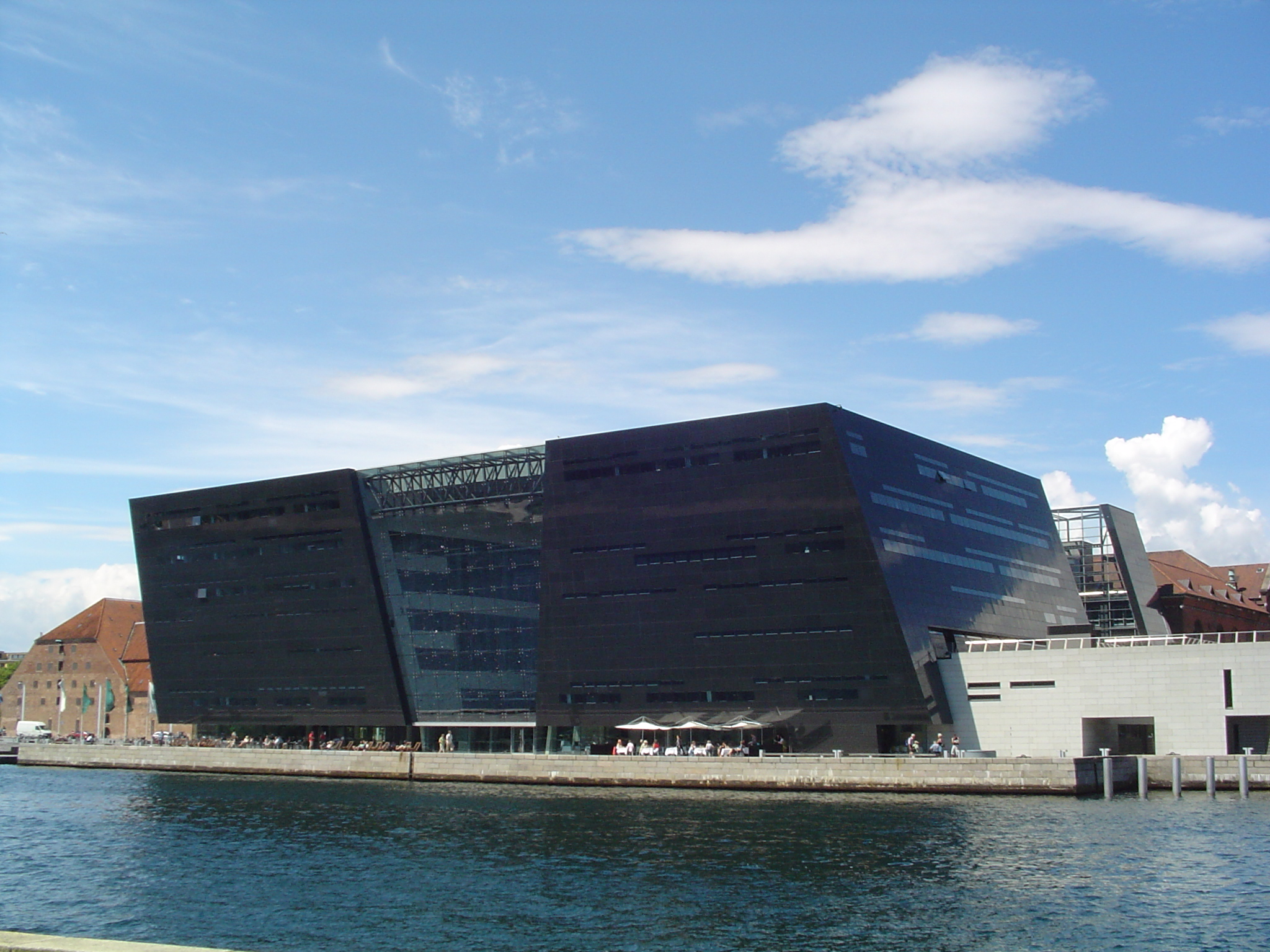
O edifício Diamante Negro, visto desde o sudeste

A Biblioteca Real em Copenhague (em dinamarquês:  Det Kongelige Bibliotek dinamarquês: Det Kongelige Bibliotek) é a biblioteca nacional do Reino de Dinamarca e a de maior tamanho de todos os países escandinavos. Todas as obras impressas na Dinamarca desde o século XVII estão depositadas ali, atingindo seus fundos até os primeiros livros impressos no país em 1482. Foi fundada pelo rei Federico III de Dinamarca no ano 1648, ainda que só aberta ao público desde 1793. Desde 1989 fundiu-se com diversas bibliotecas universitárias. Seus fundos atingem mais de 32 milhões de documentos, dos quais 6 milhões entre livros e publicações periódicas.

## História
A biblioteca foi fundada 1648 pelo rei Federico III, quem dotou-a com uma ampla colecção de obras europeias. Foi aberta ao público em 1793. Em 1989 fundiu-se com a prestigiosa Biblioteca da Universidade (fundada em 1482) (UB1) e, em 2005, fundiu-se com a Biblioteca Nacional Dinamarquesa de Ciências e Medicina (UB2), agora Biblioteca da Faculdade de Ciências Naturais e da Saúde. O nome oficial da organização desde o 1 de janeiro 2006 é de 'Biblioteca Real, a Biblioteca Nacional de Dinamarca e a Biblioteca da Universidade de Copenhague. Em 2008 o Arquivo de Folclore Dano fundiu-se com a Biblioteca Real.

## A Biblioteca Real hoje
Hoje, a Biblioteca Real tem quatro lugares: um em Gothersgade, no centro de Copenhague, que se especializa em ciências sociais e direito; um em Amager especializado em humanidades; um em Nørre Alle, especializado em Ciências Naturais e da Saúde, e a biblioteca principal em Slotsholmen, no porto de Copenhague, que abarca todas as matérias e colecções especiais.

## Edifícios
O antigo edifício de Slotsholmen foi construído em 1906 por Hans Jørgen Holm. A sala central é uma cópia da capela do palácio de Carlos Magno na Catedral de Aachen. Em 1999, foi inaugurado em Slotsholmen, um novo edifício adjacente ao antigo,e conhecido como o Diamante Negro (Dêem Sorte Diamant). O novo edifício foi desenhado pelos arquitectos dinamarqueses schmidt hammer lassen. Chamado assim por sua coberta exterior de mármore negro e cristal, alberga uma sala de concertos, além da biblioteca. Está formado por dois cubos negros, ligeiramente inclinados sobre a rua e, entre ambos, um átrio de oito plantas cujas paredes são de cor branca e em forma de onda, com um par de corredores transversais que unem ambos lados, e balcões em todas as plantas. A fachada exterior do átrio é de cristal, de modo que pode-se ver o mar e, na outra orla, os edifícios de luxo de Christianshavn. Três pontes ligam o Diamante Negro com a antiga Biblioteca Real: no teto do maior deles há uma grande pintura do pintor dinamarquês Per Kirkeby.